# Sonja Svensson

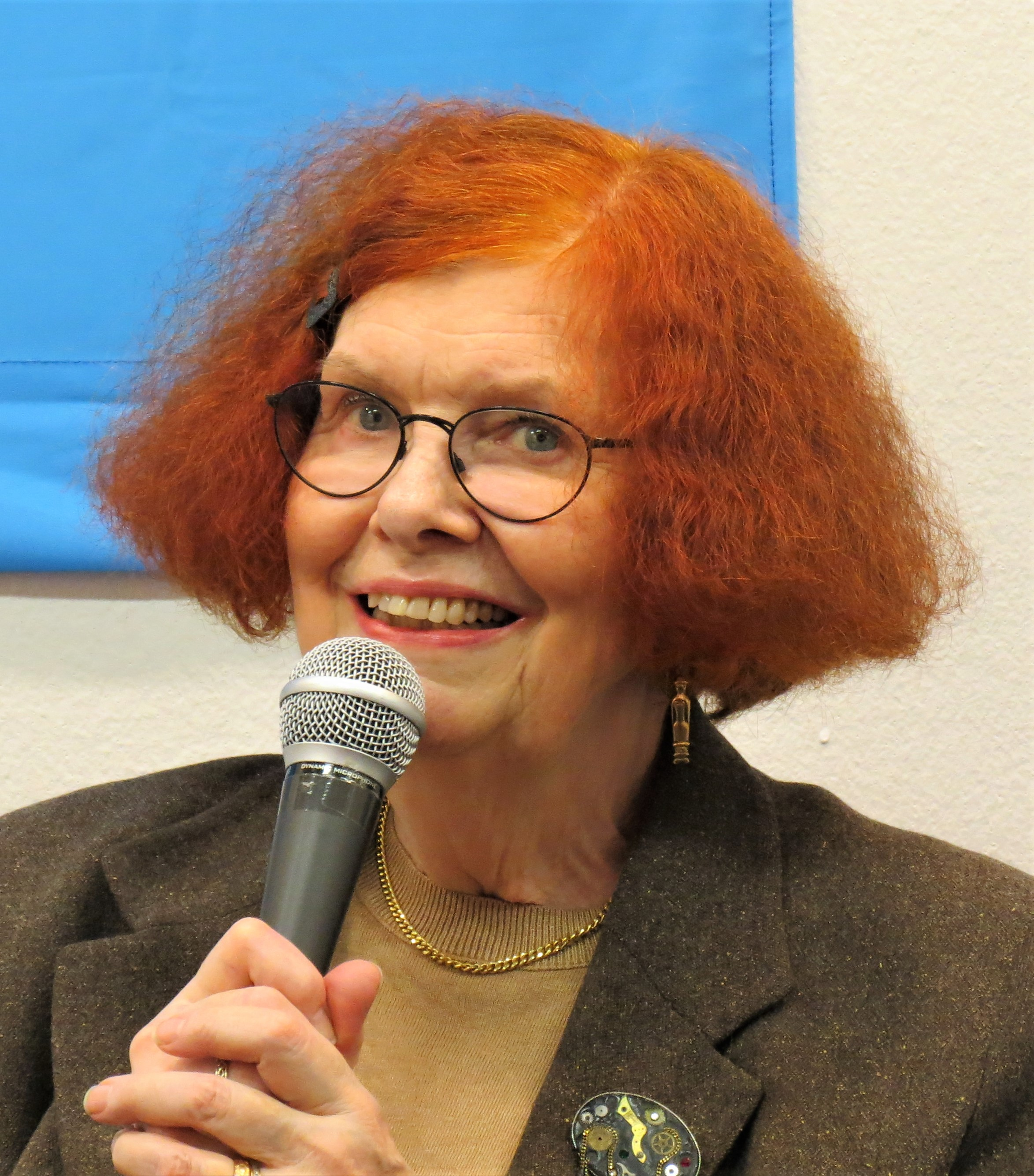
Sonja Svensson i september 2019.

Sonja Margareta Elisabet Svensson, född Gustavsson 17 augusti 1943 i Nyköping, är en svensk docent och litteraturvetare. Hon är gift med Conny Svensson, prof. emeritus i litteraturvetenskap.
Efter studentexamen i Nyköping på helklassisk linje 1962 studerade Svensson vid Western Reserve University, Cleveland, Ohio, USA 1962–63. Hon studerade därefter vid Uppsala universitet och avlade filosofisk ämbetsexamen 1968 och ämneslärarexamen i Uppsala 1970 samt arbetade som assistent och lärare i barnlitteratur på Litteraturvetenskapliga institutionen vid Uppsala universitet med vissa avbrott 1970–1980. 1983 disputerade hon för filosofie doktorsexamen där och tillträdde samma år posten som chef för Svenska barnboksinstitutet i Stockholm. 2005–2008 innehade hon en forskartjänst på halvtid där. Svensson ansvarade för barn- och ungdomsboksavsnitten i Bonniers svenska litteraturhistoria liksom i Nationalencyklopedins tryckta version 1989-96. 1983–2005 var hon redaktör för cirka 70 titlar i Svenska barnboksinstitutets vetenskapliga skriftserie och ansvarig utgivare för institutets tidskrift Barnboken.
Forskartjänsten på Svenska barnboksinstitutet inledde det arbete som resulterade i publiceringen av boken om svensk barnpress 2018. Hon har också efter pensioneringen fortsatt att publicera studier i barnlitteratur och andra ämnen. 

## Utmärkelser
- Invald i Nya Idun 1987
- Gulliverpriset (IBBY Sverige) 1992
- Zacharias Topelius-medaljen (Finland) 1998
- Utnämnd till ambassadör vid Pippi-festivalen i Velenje, Slovenien 1999. (Enda svenska representant vid sidan av Anita Gradin 1994 och Astrid Lindgren 1996)
- Invald i The Swedish Bunk Johnson Society 2002
- Vänbok till Sonja Svensson. Red. Jan Hansson & Gallie Eng. Opal 2008. Skrifter utg. av Sbi nr 100
- Utnämnd till ”Fellow” i International Research Society of Children's Literature/IRSCL 2009
- Samfundet De Nios Astrid Lindgren-pris 2019